# Beurtjaar
Een beurtjaar is het verschijnsel dat optreedt bij fruitbomen als er weinig of geen vruchten aan de boom zitten. Als er in een jaar veel vruchten aan een boom zitten wordt deze uitgeput waardoor het daarop volgende jaar weinig of geen vruchten aan de boom komen. Een beurtjaar is te voorkomen door een goede vruchtdunning toe te passen.
Bij andere bomen, zoals de zomereik en de beuk wordt gesproken van een jaar met veel mast als er veel vruchten aan de boom zitten. Daarop volgende jaren is er dan meestal weinig mast.